# Суперкубок Аргентини з футболу 2024
Суперкубок Аргентини з футболу 2024  — 11-й розіграш турніру. Матч відбудеться 6 вересня 2025 року між чемпіоном Аргентини клубом Велес Сарсфілд та володарем кубка Аргентини клубом Сентраль Кордова.
| Володар Суперкубка Аргентини 2024 |
| --------------------------------- |
|                                   |
|                                   |

## Матч

### Деталі
| 6 вересня 2025 --:-- (EEST) |

| Велес Сарсфілд |          | Сентраль Кордова |
| -------------- | -------- | ---------------- |
|                | Протокол |                  |

|  |